# Nea Potidea
Nea Potidea (griechisch Νέα Ποτίδαια (f. sg.); alternative und zugleich antike Bezeichnung Potidaia Ποτίδαια oder Poteidaia, lat. Potidaea) ist ein Ort auf der griechischen Halbinsel Chalkidiki. Er liegt an der engsten Stelle zum Übergang (Isthmus) auf die Halbinsel Kassandra, der an dieser Stelle nur 1 km breit ist. Unmittelbar nördlich des Ortes verläuft von West nach Ost der Kanal von Potidea.

## Geschichte

### Antikes Potidea
Potidea wurde um das Jahr 600 v. Chr. von Siedlern aus Korinth gegründet.
Die Kolonie lebte hauptsächlich vom Handel mit dem benachbarten Reich Makedonien. Dadurch erreichte sie großen Wohlstand und 550 v. Chr. wurde sogar eine Münzstätte gebaut. 479 v. Chr. wurde die Stadt durch einen Tsunami vor den Persern gerettet. 2012 konnte eine Gruppe der Universität Aachen Hinweise finden, dass es tatsächlich zu einem Tsunami gekommen war.
Potidaia spielte eine wichtige Rolle in der frühen Phase des Peloponnesischen Krieges: Die Stadt war Mitglied des Attischen Seebundes und pflegte zugleich gute Beziehungen zur Mutterstadt Korinth. Da zwischen Athen und Korinth, einem Bündnispartner Spartas, ein zunehmender Gegensatz bestand, verlangte Athen von Potidaia, dass es seine korinthischen Beamten ausweisen und seine Mauern schleifen solle. Potidaia lehnte diese Eingriffe in seine Autonomierechte ab und erklärte seine Loslösung vom Attischen Bund. Daraufhin zogen die Athener gegen die Stadt und belagerten sie. Nach zwei Jahren gelang den Athenern im Jahr 430 v. Chr. die Einnahme der Stadt, die sie bis 404 v. Chr. halten konnten.
Ab 363 v. Chr. war die Stadt wieder im Besitz der Athener. Sie geriet dann aber in das Blickfeld der Expansionsbestrebungen der Makedonen unter ihrem König Philipp II., dem 356 v. Chr. die Eroberung Potidaias gelang. Er ließ die Stadt zerstören und das Gebiet der Stadt Olynthos zusprechen.

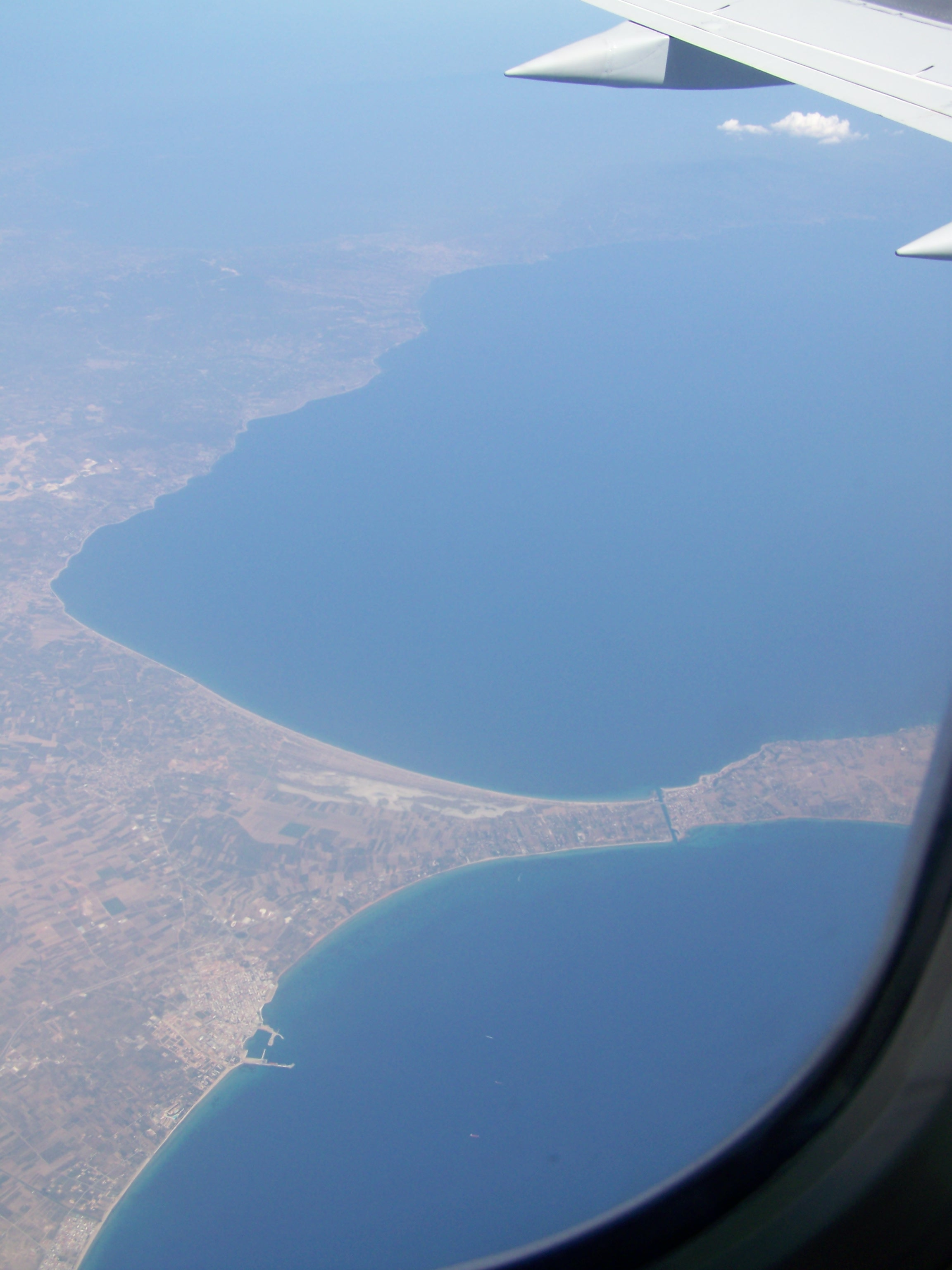
Luftaufnahme des Isthmus von Kassandra und des Kanals von Potidea.

### Kassandreia
An der Stelle des alten Potidaia ließ dann der makedonische König Kassander 316 v. Chr. eine neue Stadt erbauen, die er nach sich Kassandreia nannte. In der darauffolgenden Zeit wuchs dort Schiffsindustrie, die zu neuem Wohlstand in der Stadt führte. Nach der Schlacht von Pydna 168 v. Chr. wurde sie von den Römern besetzt. Nach der Eroberung durch die Türken 1430 wurde die Stadt verlassen und verfiel.

### Nea Potidea
1922 siedelten sich Flüchtlinge aus Ostthrakien auf dem Gebiet der Stadt Kassandreia an. Diese gruben 1931 den Kanal, so wie er heute verläuft. Der Ort besitzt seit 2002 zwei Brücken über den Kanal und einen kleinen Fischerhafen. Er wird durch eine 80 km lange autobahnähnliche Schnellstraße (Verlängerung Nationalstraße 67) an Thessaloniki angebunden. Das Kastell aus der römischen Zeit ist noch erhalten geblieben und auch von der Stadtmauer ist noch ein kleiner Rest übriggeblieben.